# Lasioglossum oblongum
Lasioglossum oblongum är en biart som först beskrevs av John Harvey Lovell 1905. Den ingår i släktet smalbin och familjen vägbin. Inga underarter finns listade i Catalogue of Life. Arten finns i östra Nordamerika.

## Beskrivning
Huvudet och mellankroppen är blågröna till djupt blå. Clypeus är svartbrun på den övre delen, medan den undre delen och partiet över clypeus och käkarna är grönaktiga. Antennerna och benen är mörkbruna medan vingarna är halvgenomskinliga med mörkt gulbruna ribbor och rödbruna (hos hanen dessutom halvgenomskinliga) vingfästen. Bakkroppen är svartbrun med bakkanterna på tergiterna och sterniterna rödaktiga till gulbruna. Behåringen är vitaktig och mycket gles, hanen har dock tätare behåring på nederdelen av ansiktet. Kroppslängden är 4,9 till 6,6 mm hos honan, 4,5 till 5,5 mm hos hanen.

## Utbredning
Utbredningsområdet är kilformat med bas i den nordamerikanska östkusten från Nova Scotia och New Brunswick i Kanada till Virginia i USA, och sin spets i södra Wisconsin och norra Illinois. Arten är ovanlig, och utbredningen har minskat, 1960 nådde den södra USA till Louisiana och Georgia.

## Ekologi
Arten är polylektisk, den flyger till blommande växter från många olika växter, som korgblommiga växter (maskrosor och åkermolke), korsblommiga växter (marviolen Cakile edentula), konvaljbuskeväxter (konvaljbuske), ljungväxter (rododendronarten Rhododendron viscosum), triftväxter (risparten Limonium carolinianum) samt rosväxter (vresros och odonsläktet). Flygperioden sträcker sig från mars till oktober.
Arten är ettårigt eusocial, den är samhällsbildande med arbetare som hjälper den samhällsgrundande honan/drottningen att ta hand om avkomman. Ungdrottningarna övervintrar som fullbildade bin. Bona grävs ut i trävirke, bland annat i murket trä och under barken på timmerstockar.

## Taxonomi
Denna art och Lasioglossum planatum har tidigare betraktats som synonyma.